# Roeselia metallopa
Roeselia metallopa är en fjärilsart som beskrevs av Edward Meyrick 1886. Roeselia metallopa ingår i släktet Roeselia och familjen trågspinnare. Inga underarter finns listade.